# Козловський Сергій Володимирович
Сергій Володимирович Козловський (нар. 8 липня 1978, м. Вінниця) — український економіст, доктор економічних наук (2011), професор (2013) Донецького національного університету імені Василя Стуса (м. Вінниця), «Відмінник освіти України» (2012), Заслужений діяч науки і техніки України  (2020).

## Біографія
Народився 8 липня 1978 року у місті Вінниця, середню освіту здобув у 1985—1995 роках у Вінницькій загальноосвітній школі №6, по завершенні якої вступив на факультет автоматики і комп'ютерних систем управління Вінницького державного технічного університету, який закінчив 2000 року з відзнакою, ставши магістром з комп'ютеризованих систем, автоматики і управління. Того ж 2000 року Сергій Козловський заочно закінчив з відзнакою Тернопільську академію народного господарства (нині - Західноукраїнський національний університет) за спеціальністю «Фінанси та кредит», здобувши фах економіста.
У 2000 році він вступив до аспірантури Вінницького державного технічного університету, яку достроково закінчив у 2003 році та захистив кандидатську дисертацію «Макроекономічне моделювання та прогнозування валютного курсу в Україні на основі нечіткої логіки».
З 2005 року працював у Вінницького державному аграрному університету. У 2006 році йому було присуджено вчене звання доцента.
У 2011 році Сергій Козловський захистив докторську дисертацію «Управління сучасними економічними системами, їх розвитком та стійкістю» за спеціальністю 08.00.03 — економіка та управління народним господарством.
З 2011 по 2013 рік працював завідувачем кафедри адміністративного менеджменту та державного управління Вінницького національного аграрного університету.
У 2013 році йому було присвоєне вчене звання професора.
З 2014 по 2016 рік працював професором кафедри організації обліку та звітності, а також виконував обов'язки завідувача кафедри військової підготовки Вінницького національного аграрного університету [Архівовано 22 Серпня 2019 у Wayback Machine.]
З 2016 року працює у Донецькому національному університеті імені Василя Стуса (м. Вінниця). З 2016 року працював на посаді професора кафедри міжнародних економічних відносин та професора кафедри управління персоналом і економіки праці Економічного факультету [Архівовано 21 Липня 2019 у Wayback Machine.]. З 2017 року професор кафедри підприємництва, корпоративної та просторової економіки [Архівовано 18 Липня 2019 у Wayback Machine.].
У листопаді 2018 року взяв участь у World Youth Forum [Архівовано 11 Листопада 2018 у Wayback Machine.] (Egypt).

## Громадська діяльність
- Експерт Ради молодих учених при Міністерстві освіти і науки України (2016-2020 р.).
- Експерт Наукової ради Міністерства освіти і науки України (з 2019 р.).
- Експерт Національного агентства із забезпечення якості вищої освіти[3] (з 2019 р.).
- Член журі Всеукраїнської олімпіади з економіки (2016-2024 р.).
- Дійсний член «Союзу обдарованої молоді»[4].
- Помічник депутата Вінницької обласної ради - Мазура Г.Ф. (2018-2020 р.).
- Помічник Народного депутата України — Овчинникової Ю.Ю.[5] (2019-2024 р.).
- Член Національної спілки журналістів України (з 2021 р.).

## Наукова діяльність
Автор понад 340 наукових праць, зокрема, 12 монографій, 9 навчальних посібників та 4 авторських свідоцтв. Сергій Козловський як доктор економічних наук здійснює підготовку наукових кадрів, зокрема, він підготував 8 кандидатів економічних наук. Він є головним редактором наукового видання "Економіка і організація управління" (Україна), а також є членом редколегії низки українських та закордонних наукових видань, зокрема: «Економіка та держава» (Україна), «Агросвіт» (Україна), «Інвестиції: практика та досвід» (Україна), «Problems and Perspectives in Management» (Україна), «International Business Research» (Канада), «Journal of Management and Sustainability» (Канада), «Business and Economic Research» (США), «Region Innovation» (Франція), «Blue Eyes Intelligence Engineering and Sciences Publication» (Індія), «Management Theory and Studies for Rural Business and Infrastructure Development» (Литва), «Montenegrin journal of economics» (Чорногорія), «Молодий вчений» (Україна), «Problemy Ekorozwoju – Problems of Sustainable Development» (Austria, Poland), «Global Advances in Business Studies» (Indonesia), «Hitit Journal of Social Sciences» (Turkiye), «Neuro-Fuzzy Modeling Techniques in Economics» (Ukraine).
До сфери наукових інтересів Сергія Козловського входять проблеми управління, моделювання та прогнозування складних економічних процесів із застосуванням математичних теорій. Безпосередньо займається дослідженням проблем розвитку економічних систем, стратегічного управління сучасними економічними системами, моделювання складних економічних процесів з використанням найсучасніших математичних теорій, проблемам теорії і практики державного управління тощо.
Також він входить до складу спеціалізованих вчених рад Донецького національного університету імені Василя Стуса (м. Вінниця) та Вінницького національного аграрного університету із захисту докторських дисертацій з економіки.

## Відзнаки і нагороди
- Лауреат Премії Кабінету Міністрів України «За наукові досягнення» за особливі досягнення молоді у розбудові України за 2006 рік (2007)[25]
- Стипендіат Кабінету Міністрів України для молодих вчених (Постанова президії Комітету з державних премій України в галузі науки і техніки № 3 від 14 жовтня 2008 року).
- Нагрудний знак «Відмінник освіти України» Міністерства освіти і науки, молоді та спорту України (Наказ МОНМС № 172-к від 11 травня 2012 року)
- Почесна грамота Міністерства освіти і науки України (Наказ Міністерства освіти і науки України № 1093-к, від 30 вересня 2008 року)
- Лауреат І Обласного конкурсу «Молода людина року» у номінації «Молодий науковець року» (м. Вінниця, 26 червня 2008 року)
- Лауреат IV Обласного конкурсу «Молода людина року» у номінації «Молодий науковець року» (м. Вінниця, 2011 рік)
- Диплом І ступеня Донецького національного університету імені Василя Стуса за найвищі досягнення у науковій, інноваційній, навчально-методичній, організаційній, виховній діяльності, високі професійні показники та значний внесок у підвищення рейтингу ДонНУ імені Василя Стуса на національному та міжнародному рівнях (2018 рік)[26].
- Лауреат Премії Президента України для молодих вчених 2018 року [Архівовано 9 Грудня 2018 у Wayback Machine.][27]
- Диплом І ступеня Донецького національного університету імені Василя Стуса за найвищі досягнення у науковій, інноваційній, навчально-методичній, організаційній, виховній діяльності, високі професійні показники та значний внесок у підвищення рейтингу ДонНУ імені Василя Стуса на національному та міжнародному рівнях (2019 рік)[28]
- Грамота Верховної Ради України «За заслуги перед Українським народом» (Верховна Рада, 17.10.2019, №1158-к)[29]
- Заслужений діяч науки і техніки України  (2020).
- Диплом І ступеня Донецького національного університету імені Василя Стуса за найвищі досягнення у науковій, інноваційній, навчально-методичній, організаційній, виховній діяльності, високі професійні показники та значний внесок у підвищення рейтингу ДонНУ імені Василя Стуса на національному та міжнародному рівнях (2020 рік)[30]
- Диплом Донецького національного університету імені Василя Стуса у номінації "ТОП-40" рейтингу викладачів університету (2021 рік)[31]
- Диплом Донецького національного університету імені Василя Стуса [Архівовано 2 квітня 2019 у Wayback Machine.] у номінації "ТОП-25" рейтингу викладачів університету (2022 рік)[32]
- Диплом Донецького національного університету імені Василя Стуса у номінації "ТОП-25 рейтингу викладачів" (2023)[33]
- Переможець (3-місце) Всеукраїнського (національного) конкурсу наукових та навчальних видань «Відкрита наука, сталий розвиток та інноваційні технології» (м. Суми, 21.07.2023 р.)[34]
- Диплом Донецького національного університету імені Василя Стуса у номінації "ТОП-25 рейтингу викладачів" (2024, 2025)[35]
- Нагрудний знак "За наукові та освітні досягнення" Міністерства освіти і науки України (Наказ МОНУ №74-К від 18.04.2025)

## Родина
Сергій Козловський одружений має сина.
Він є сином кандидата економічних наук, професора Вінницького національного технічного університету Володимира Козловського, а також має брата Андрія